# رنگ‌سنج (شیمی)

(1) انتخاب طول موج، (2) دکمه چاپگر، (3) عامل غلظت تنظیم، (4) حالت UV انتخاب (لامپ دوتریوم)، (5) بازخوانی، (6) محفظه نمونه، (7) صفر شاهد (100٪ T)، (8) سوئیچ حساسیت، (9) سوئیچ ON / OFF

رنگ سنج یک دستگاه مورد استفاده در رنگ سنجی است. در زمینه‌های علمی، رنگ سنج به‌طور کلی وسیله ای است که طول موج خاصی از نور را توسط یک راه حل خاص اندازه گیری می‌کند.

## ساختار
بخشهای ضروری رنگ سنج عبارتند از:
- یک منبع نور
- دیافراگم قابل تنظیم
- مجموعه ای از فیلترهای رنگی
- یک آشکارساز برای اندازه گیری روشنایی منتقل شده
- کووت برای نگه داشتن محلول مورد استفاده در کار
- یک متر برای نشان دادن خروجی از آشکارساز

علاوه بر این، ممکن است قسمت‌های زیر نیز در رنگ سنج وجود داشته باشند:
- یک تنظیم کننده ولتاژ، برای محافظت از ابزار در مقابل نوسانات ولتاژ اصلی.
- دومین مسیر عبور نور، تیوپ و آشکارساز.